# I Los Angeles utan karta
I Los Angeles utan karta (originaltitel: L.A. Without a Map) är en fransk-brittisk-finsk filmkomedi av Mika Kaurismäki från 1998.

## Handling
Richard bor i en liten by i Skottland. Han har författarambitioner och på en kyrkogård träffar han Barbara, en ung skådespelerska från Los Angeles. Han följer efter henne till Hollywood. Han vet inte var hon bor men har en tändsticksask från en restaurant som enda ledtråd.